# Батамай (приток Лены)
Батамай — река в России, протекает по территории Кобяйского улуса Якутии. Длина реки — 35 км, площадь водосборного бассейна — 3210 км². Впадает в реку Лена у одноимённого села — Батамай, на расстоянии 1310 км от её устья.
Образуется слиянием рек Оюн-Тарын (ранее — Ойун-Тарын) справа и Сееминде — слева, на высоте 127 метров над уровнем моря.
В 22 км от устья принимает основной приток слева Джиерен (также Диринг-Юрэх).

## Данные водного реестра
По данным государственного водного реестра России относится к Ленскому бассейновому округу. Код водного объекта — 18030700112117400000017.